# 黃養正 (太常寺少卿)
黃養正（1396年—1449年），名蒙，以字行，瑞安人。明朝官吏。
黃養正早年以善書授中書舍人，正統二年（1437年），授行在禮部祠祭司郎中。累官太常少卿。正統十三年（1448年），跟從明英宗北征，土木之變中殉難，贈太常卿。